# Cerașu
Cerașu es una comuna ubicada en el distrito de Prahova, Rumania.

## Superficie
Posee una superficie de 120,6 kilómetros cuadrados.

## Demografía
Hasta 2021 la población era de 4196 habitantes, con una densidad de población de 34,78 habitantes por kilómetro cuadrado.